# Orange County Mixtape
Orange County Mixtape è il secondo mixtape del rapper italiano Tedua, pubblicato il 30 giugno 2016 dalla Thaurus Music.

## Descrizione
Pubblicato esclusivamente per il download digitale gratuito, si tratta di un'anticipazione a quello che sarebbe stato il suo primo album in studio, Orange County California, uscito l'anno seguente.

## Tracce
Testi di Tedua, eccetto dove indicato, musiche di Chris Nolan, eccetto dove indicato.
1. Intro Orange County – 3:40
2. Circonvalley (feat. Izi) – 2:29 (testo: Tedua, Izi)
3. Lingerie (feat. Sfera Ebbasta) – 3:16 (testo: Tedua, Sfera Ebbasta – musica: Charlie Charles)
4. Wasabi Freestyle – 1:58
5. Lezione – 2:54
6. Buste della spesa – 3:12 (musica: Charlie Charles)
7. No Snitch (Freestyle) – 2:00 (musica: Sick Luke)
8. Scarpe coi freni freestyle (feat. Rkomi) – 2:10 (testo: Tedua, Rkomi)
9. Fifty Fifty (feat. Ghali) – 2:57 (testo: Tedua, Ghali – musica: Charlie Charles)
10. Step by Step (feat. Bresh) – 3:12 (testo: Tedua, Bresh)
11. OC (California) – 2:37
12. Fre corri corri freestyle – 1:53
13. Non mi va (feat. Disme, Krag Lee) – 4:29 (testo: Tedua, Disme, Krag Lee)
14. Mi piace (feat. Giaime) – 2:32 (testo: Tedua, Giaime)
15. Drill Dream Squad (feat. Vaz Tè) (2014) – 5:12 (testo: Tedua, Vaz Tè)
16. Rolex Daytona Freestyle (2014) – 1:48
17. Sbandati (feat. Ill Rave, Nader Shah) (2014) – 3:58 (testo: Tedua, Ill Rave, Nader Shah)
18. Sangue (feat. Guesan) (2014) – 3:03 (testo: Tedua, Guesan)
19. Chino (2014) – 3:27 (musica: Vicious)
20. La lavatrice (2014) – 3:01
21. Outro Orange County (2014) – 4:38

## Formazione
Musicisti
- Tedua – voce
- Fabio Moretti – chitarra
- Izi – voce aggiuntiva (traccia 2)
- Sfera Ebbasta – voce aggiuntiva (traccia 3)
- Rkomi – voce aggiuntiva (traccia 8)
- Ghali – voce aggiuntiva (traccia 9)
- Bresh – voce aggiuntiva (traccia 10)
- Disme – voce aggiuntiva (traccia 13)
- Krag Lee – voce aggiuntiva (traccia 13)
- Giaime – voce aggiuntiva (traccia 14)
- Vaz Tè – voce aggiuntiva (traccia 15)
- Ill Rave – voce aggiuntiva (traccia 17)
- Nader Shah – voce aggiuntiva (traccia 17)
- Guesan – voce aggiuntiva (traccia 18)

Produzione
- Chris Nolan – produzione
- Demo – missaggio, mastering, montaggio
- Charlie Charles – produzione (tracce 3, 6 e 9)
- Sick Luke – produzione (traccia 7)
- Vicious – produzione (traccia 19)